# Conférence du stage des avocats au Conseil d'État et à la Cour de cassation
La Conférence du stage des avocats au Conseil d'État et à la Cour de cassation est un concours d'éloquence et un exercice de rhétorique judiciaire organisé sous l'égide de l'Ordre des avocats au Conseil d'État et à la Cour de Cassation.

## Histoire de la Conférence
La Conférence du stage des avocats au Conseil d'État et à la Cour de cassation a été créée en 1858 afin d'assurer la formation des futurs avocats au Conseil d'État et à la Cour de cassation qui sont notamment chargés de conseiller et d'accompagner les justiciables devant les cours suprêmes.
Néanmoins, la Conférence ne tarda pas à attirer, au-delà de ceux qui se destinaient à la profession, de jeunes universitaires préparant le concours de l'agrégation et, plus généralement, des candidats nourrissant un goût pour la controverse juridique.
Car, à la différence de la Conférence des avocats du barreau de Paris son homologue organisée par les avocats à la Cour du Barreau de Paris, la Conférence du stage des avocats aux conseils a pour spécificité de lier l'art oratoire à la technique juridique, ce qui constitue sa principale valeur ajoutée. 
Au surplus, contrairement à la Conférence organisée sous l'égide du Barreau de Paris, la Conférence du stage des avocats aux Conseils n'est pas réservée aux avocats mais ouverte à tout titulaire d'un master 1 en droit (anciennement qualifié de maîtrise, soit quatre années d'enseignement supérieur), sans limite d'âge.

## Concours

### Déroulement

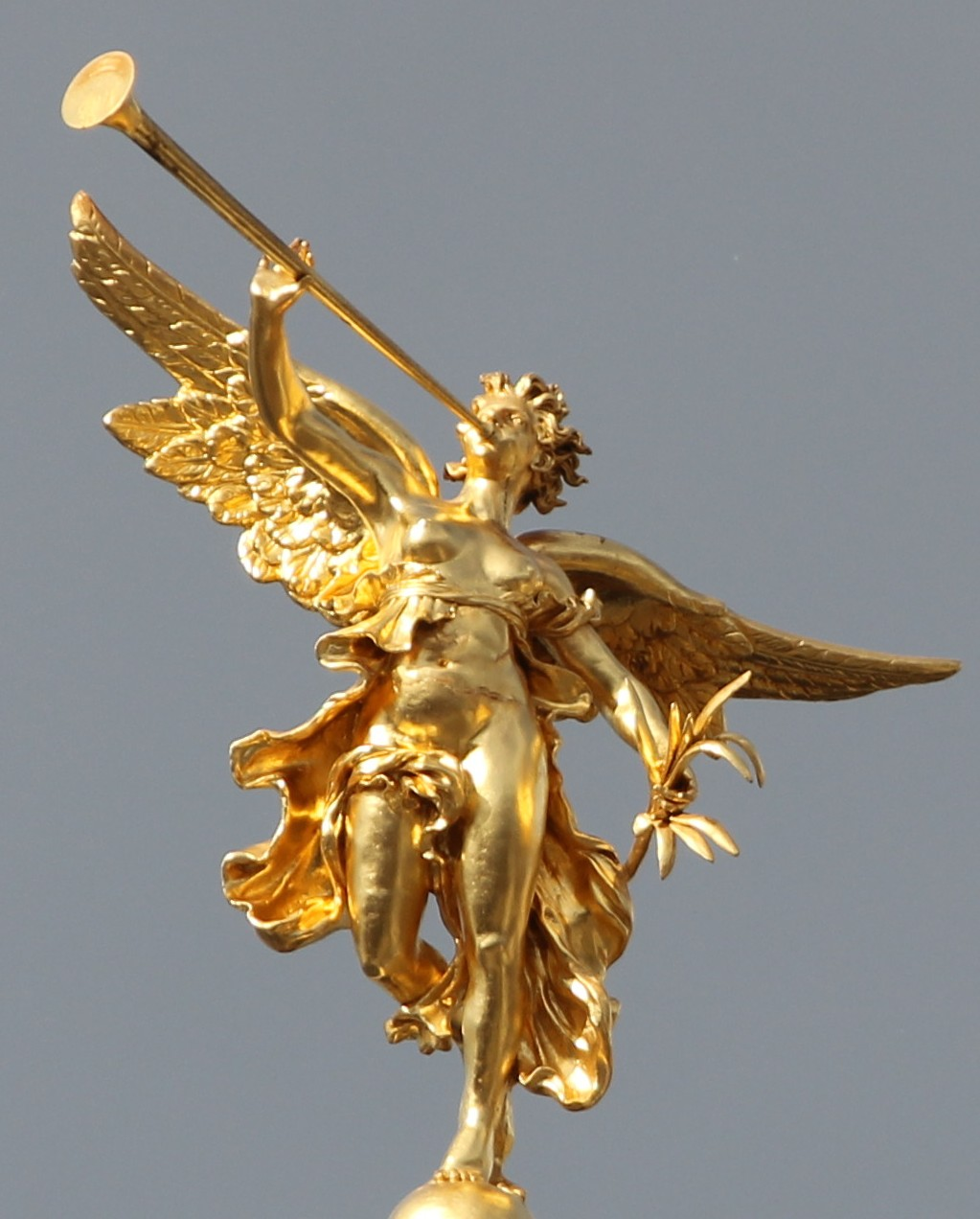
Statue représentant L'Éloquence sur le toit du parlement de Bretagne, Rennes.

Le concours se déroule en trois tours à l’issue desquels sont désignés par les quatre Secrétaires en fonction et l'Ordre des avocats au Conseil d'État et à la Cour de cassation les quatre nouveaux Secrétaires.
Les candidats, qui occupent les positions de demandeur à la cassation, défendeur à la cassation ou ministère public, disposent de quinze minutes pour répondre à une question juridique ayant donné lieu à une décision récente d’une des plus hautes juridictions françaises (Conseil constitutionnel, Conseil d’État ou Cour de cassation) ou d’une juridiction européenne (Cour européenne des droits de l’homme ou Cour de justice de l’Union européenne). 
Lors de chaque séance, après les discours des concurrents, le rapport d’un des Secrétaires de la Conférence et, éventuellement, l’intervention d’un invité renommé – philosophe, professeur, historien, juriste ou encore journaliste - la Conférence (l’ensemble des candidats présents) vote afin de donner sa réponse à la question juridique posée.
La valeur des arguments de droit, et parfois d’opportunité, aussi bien que leur expression sont prises en considération pour l'évaluation puis la désignation des candidats.
Pour répondre aux questions sociétales posées, les candidats doivent faire preuve tant de technique juridique que de qualités oratoires. Ils doivent présenter une argumentation juridique claire associée à des références extra-juridiques pertinentes – littéraires, historiques, ou plus généralement artistiques.

### Sujets proposés
Tous les domaines du droit peuvent donner lieu à un sujet : droit civil au sens large, droit social, droit pénal et droit administratif.
Les sujets sont choisis pour leur dimension sociétale et les grands enjeux de politique juridique, économique ou sociale qu'ils soulèvent. 
Ont ainsi été posées des questions relatives à la possibilité d’organiser des courses de taureaux dans le sud de la France, la reconnaissance d’un enfant né d’une convention de mère porteuse, la possibilité de s’opposer à l’implantation d’antennes relais de téléphonie mobile, ou encore la possibilité pour le Président de la République d’exercer les droits de la partie civile dans un procès pénal.

## Les Secrétaires de la Conférence

### Rôle des quatre Secrétaires
Les quatre Secrétaires ont pour mission principale d’organiser le concours de la Conférence de l’année suivante et d’assurer ainsi la pérennité d’un des plus anciens concours d’éloquence français. 
Depuis quelques années, les Secrétaires de la conférence du stage des avocats aux Conseils sont sollicités par leurs homologues de la Conférence des avocats du barreau de Paris afin de former et soutenir les pourvois en cassation relevant de la défense pénale d'urgence dont ils sont saisis. 
Les quatre Secrétaires sont par ailleurs désignés par un numéro de 1 à 4 correspondant à une fonction spécifique au sein de la Conférence: 
1. Le Premier Secrétaire prononce un discours à l'occasion de la rentrée solennelle[4] de la Conférence au Conseil d'État ou à la Cour de cassation;
2. Le Deuxième Secrétaire est trésorier adjoint de l'Association des Secrétaires et Anciens Secrétaires[5];
3. Le Troisième Secrétaire est un électron libre sans attribution spécifique ;
4. Le Quatrième Secrétaire assure l'organisation des événements mondains de la Conférence.

Enfin, les quatre Secrétaires ont une fonction de représentation à l'occasion des cérémonies officielles, aux côtés du Président de l'ordre des avocats au Conseil d'État et à la Cour de cassation.

### L'Association des Secrétaires et des anciens Secrétaires
Les Secrétaires et anciens Secrétaires sont membres d'une association : l'Association amicale des Secrétaires et Anciens Secrétaires. 
Cette association se réunit annuellement, publie un bulletin et un annuaire, et organise occasionnellement des colloques autour de la pratique des avocats aux Conseils devant les hautes juridictions.

### Les anciens Secrétaires
La liste des anciens secrétaires s'allonge d'année en année, comptant des représentants renommés du monde politique (Henri Capitant), universitaire (Henri Batiffol, Georges Vedel, Berthold Goldman, Paul Lagarde, Guy Carcassonne, Jean Rivero, Geneviève Viney, Jacques Ghestin, Gérard Champenois…), judiciaire (Arnaud Lyon-Caen, Bernard du Granrut, Georges Flécheux).
Les noms des Secrétaires de la Conférence depuis la promotion 1990-1991 sont communiqués en ligne sur le site internet de la Conférence.